# Charles de Tourtoulon
Charles-Jean-Marie de Tourtoulon (en occitan Carles de Tortolon) (Montpellier
12 octobre 1836 - Aix-en-Provence 12 août 1913) fut un avocat, un érudit et un philologue occitaniste.
Il fut le chef de file de « l'Idée latine », un mouvement politique éclectique qui tentait de fédérer dans une même unité les identités occitane, catalane, française, italienne, castillane, roumaine, etc.

## Famille
Il était issu d'une famille noble, originaire de Tourtoulou à Reilhac dans le Haute Auvergne, qui avait dû quitter la région au XVe siècle pour échapper à une condamnation.
Il possédait une magnifique demeure à Lunel, dans le Languedoc. Il était marié à Blanche d'Audé Tardieu de la Barthe, dont il eut un fils, Pierre de Tourtoulon (1867-1932), docteur en droit et professeur à la faculté de droit de l'Université de Lausanne.

## Biographie
Il s'est intéressé à l'histoire de la Catalogne médiévale et de la langue d'oc.
Vers 1863, il est devenu membre correspondant de l'Académie royale d'histoire de Madrid.
En 1865, il devient membre de la Société de l'histoire de France.
En 1866 il est membre correspondant de l'Académie royale des belles-lettres de Barcelone.
En 1868, Charles de Tourtoulon est devenu membre de l'Académie des sciences et lettres de Montpellier (siège XVI). Il en démissionne en 1893, quand il s'installe à Aix. Il est également devenu membre correspondant de l'Académie nationale des sciences, belles-lettres et arts de Bordeaux.
En 1869, il fonda avec Anatole Boucherie, François Camboliu, Pau Gleisa, et Achile Montèl la Société pour l'Étude des Langues Romanes. Cette société publia dès 1870 une revue érudite et littéraire, la Revue des langues romanes. 
Tourtoulon fonda aussi la Revue du Monde latin qui commença à paraître en 1883.
Élu Majoral du Félibrige (Cigalo Roumano, o de Valergo) en 1876, il démissionne en 1892.

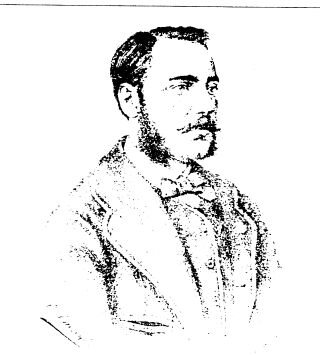
Charles de Tourtoulon

Octavien Bringuier a été chargé le 2 mai 1873 par Jules Simon, Ministère de l'instruction publique, de déterminer les frontières des dialectes d'oil et d'oc. Charles de Tourtoulon l'a rejoint le 11 juin. Cette mission a été renouvelée pour les années 1874 et 1875. Bringuier sentait déjà le mal qui devait l'emporter. Les deux amis ont parcouru de l'Océan à Guéret la frontière linguistique du domaine occitan. La maladie a empêché la poursuite de cette enquête de terrain. Un Premier rapport a été adressé à M. le Ministre de l'Instruction publique, des cultes et des beaux-arts en 1876, sous le titre Étude sur la limite géographique de la langue d'oc et de la langue d'oïl. Ce rapport est à l'origine de l'identification d'un espace linguistique intermédiaire entre domaine occitan et domaine français, que Jules Ronjat a appelé le « Croissant » en 1913.
Charles de Tourtoulon a engagé des débats philologiques avec des universitaires parisiens très en vue tels que Gaston Paris et Paul Meyer, qui avaient lancé la revue Romania en 1878. .
Les montpelliérains Tourtoulon, Alphonse Roque-Ferrier et Xavier de Ricard étaient partisans d'un félibrige élargi en dehors de l'Occitanie à tous les peuples latins. Et ils voulaient réunifier l'occitan plutôt sur la base du languedocien, demarche qu'adoptera Louis Alibert.
En 1877, Tourtoulon fut invité par les Félibres à l'assemblée générale de la maintenance du Languedoc, où il proposa de réunifier l'Occitanie sous le félibrige et l'occitan sur la base du dialecte languedocien, mais il rencontra une forte opposition des Provençaux. Plus tard il devrait soutenir le Félibrige latin.
En 1879, il devint directeur de la Société héraldique et généalogique de France. Il fut aussi cette année là le fondateur et le premier président de la Société des félibres de Paris.

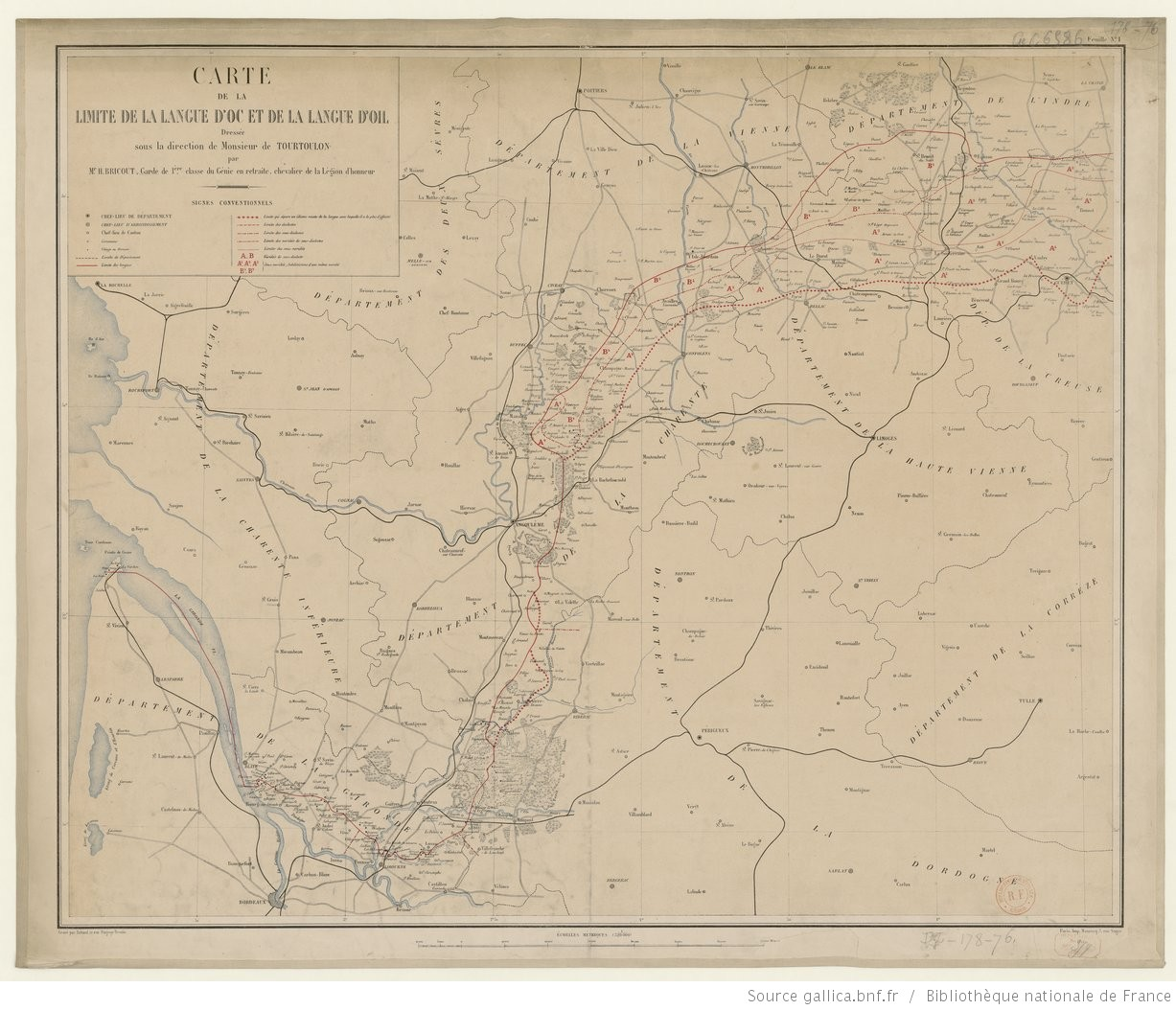
Carte des limites de la langue d'oc établie sous la direction de Tourtoulon

En 1883, il fonde et anime la Revue du Monde Latin.
Il se retire à Aix-en-Provence auprès de sa sœur Charlotte Marie de Tourtoulon, épouse du vicomte Joseph d'Estienne de Saint-Jean.
En 1897, il est reçu à l'Académie des sciences, agriculture, arts et belles-lettres d'Aix, où il succède à Joseph Foncin.
Il publia nombre d’ouvrages, en particulier en 1862 une biographie historique de Jacques Ier le Conquérant, roi d'Aragon sous le titre de " Etudes sur la maison de Barcelone  - Jacme Ier, le conquérant, roi d'Aragon, comte de Barcelone, d'après les chroniques et documents inédits " qui fut rapidement traduite en castillan et lui valut d'être décoré de la croix de grand officier de l’Ordre d'Isabelle-la-Catholique.
Peu avant de mourir, il publia ses mémoires sous le titre: Notes et souvenirs de quelqu'un qui ne fut rien.

## Œuvres
- Charles de Tourtoulon et Olivier Bringuier, Limite géographique de la langue d'oc et de la langue d'oil, Paris, Imprimerie nationale (réimprimé en 2007 par Massert-Meuzac, IEO), 1876, 63 p. (Carte de la limite oc-oil en France, partie ouest, visualisation en ligne)
- de Tourtoulon, Charles, A. et Bringuier, Octavien, Étude sur la limite géographique de la langue d'oc et de la langue d'oïl. : Rapport destiné au ministre de l'instruction publique des cultes et des beaux-arts, Paris, Imprimerie nationale, 2007 (réimpr. Institut d’Estudis Occitans dau Lemosin & Lo Chamin de Sent Jaume) (1re éd. 1876), 63 p. (lire en ligne)
- Études sur la maison de Barcelone, Jacme Ier le Conquérant, roi d'Aragon, comte de Barcelone, seigneur de Montpellier, Montpellier, Gras, 1863-1867,
- La procédure symbolique en Aragon,
- Notes pour servir à un nobiliaire de Montpellier, Imprimerie de Grollier, à Montpellier, in-8°, 14 p.
- Les français aux expéditions de Mayorque et de Valence sous Jacques le Conquérant, roi d'Aragon (1229-1238), 1866
- de Tourtoulon, Charles, A. et Bringuier, Octavien,, Étude sur la limite géographique de la langue d'oc et de la langue d'oïl. : Rapport destiné au ministre de l’instruction publique des cultes et des beaux-arts, Paris, Imprimerie nationale, 2007 (réimpr. Institut d’Estudis Occitans dau Lemosin & Lo Chamin de Sent Jaume) (1re éd. 1876), 63 p.
- Charles de Toutoulon, « Note sur le sous-dialecte de Montpellier », Revue des langues romanes,‎ 1897, p. 119-125 (lire en ligne, consulté le 21 juillet 2021)

## Sources
- Wikipédia catalan
- Paul Mariéton, L'Idée latine. Charles de Tourtoulon, 1883, imprimerie A. Waltener, 24 p.
- J.-C. Chevallier, "Le baron de Tourtoulon et la constitution d'une géographie linguistique" (polémique avec  Gaston Paris), in De François Raynouard à Auguste Brun. La contribution des Méridionaux aux premières études de linguistique romane, Aix-en-Provence, Brignoles, Université de Montpellier 3 Paul-Valéry, Montpellier[5]
- Marieton, Paul, « L'idée latine », Lyon revue,‎ 1883, p. 295-365 (lire en ligne, consulté le 8 mai 2021).